# Facel-Vega
Facel — французский автопроизводитель, производивший престижные автомобили под маркой Facel в период с 1954 по 1964 год.

## История компании

### Компания FACEL
FACEL (Forges et Ateliers de Construction d’Eure et Loire) — крупное металлургическое предприятие. Было основано Жаном Данино в 1938 г. для производства тяжелого оборудования и штампов для авиационной промышленности. В 30-х годах, FACEL производила в своих цехах, в предместьях Парижа, кузова для предприятий Panhard, Simca и европейского филиала Ford.

### Facel-Vega
Глава компании «FACEL» Жан Данино в 1954 году решил, что компании следует начать производство собственных автомобилей.
Дебют первой собственной модели — Vega, названная в честь звезды, была представлена с лозунгом «Для тех немногих, кто владеет лучшими», на Парижском автосалоне осенью 1954 года.
Жан Данино собирал свои автомобили из механических узлов, сделанных в США, поскольку считал их механику исключительно надежной.
В 1958 появилась обновленная модель Facel-Vega HK 500, а к концу 1961 в FACEL подготовили Vega II, с появлением которой, начался закат марки.
С конца 50-х строили также «штучный» 4-дверный седан Excellence. За 1958—1963 годы появилось всего 152 экземпляра этой модели. Задние двери открывались «наоборот». Поскольку стойка между передней и задней дверями отсутствовала, это облегчало посадку и высадку из автомобиля. Однако это сделало конструкцию непрочной, и вскоре появлялись проблемы с закрыванием дверей.
В 1959 году он представил полностью французскую модель Facellia с кузовами купе и кабриолет. Погубил её и всю компанию очень ненадежный двигатель фирмы Pont-a-Mousson. Качество было настолько низким, что претензии начинали поступать, как только автомобили покидали завод. Доброе имя компании «Facel-Vega» было погублено, и хотя в 1961 году появился новый двигатель мощностью 126 л.с, это не помогло компании. Покупатели не доверяли мотору французского производства, поэтому в модели Facel III был использован доказавший свою надежность двигатель Volvo P1800. В 1964 году Жан Данино был вынужден ликвидировать марку.

## Модельный ряд
- Facel-Vega I (1954)
- Facel-Vega HK 500 (1958)
- Facel-Vega II (1962)
- Facellia
- Facel III
- Facel 6